# Szymczakowskia linnavuorii
Szymczakowskia linnavuorii är en insektsart som beskrevs av Irena Dworakowska 1974. Szymczakowskia linnavuorii ingår i släktet Szymczakowskia och familjen dvärgstritar. Inga underarter finns listade i Catalogue of Life.